# つけまつげ

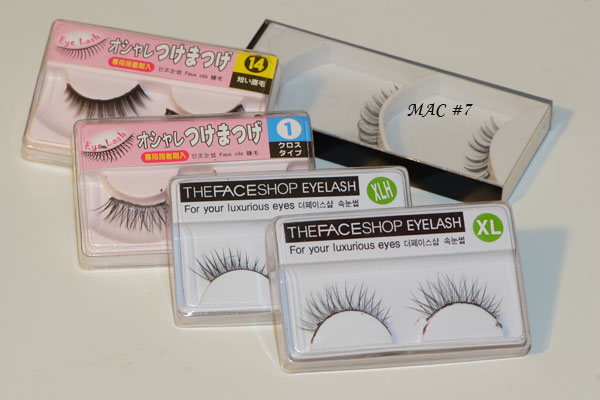
市販のつけまつげ

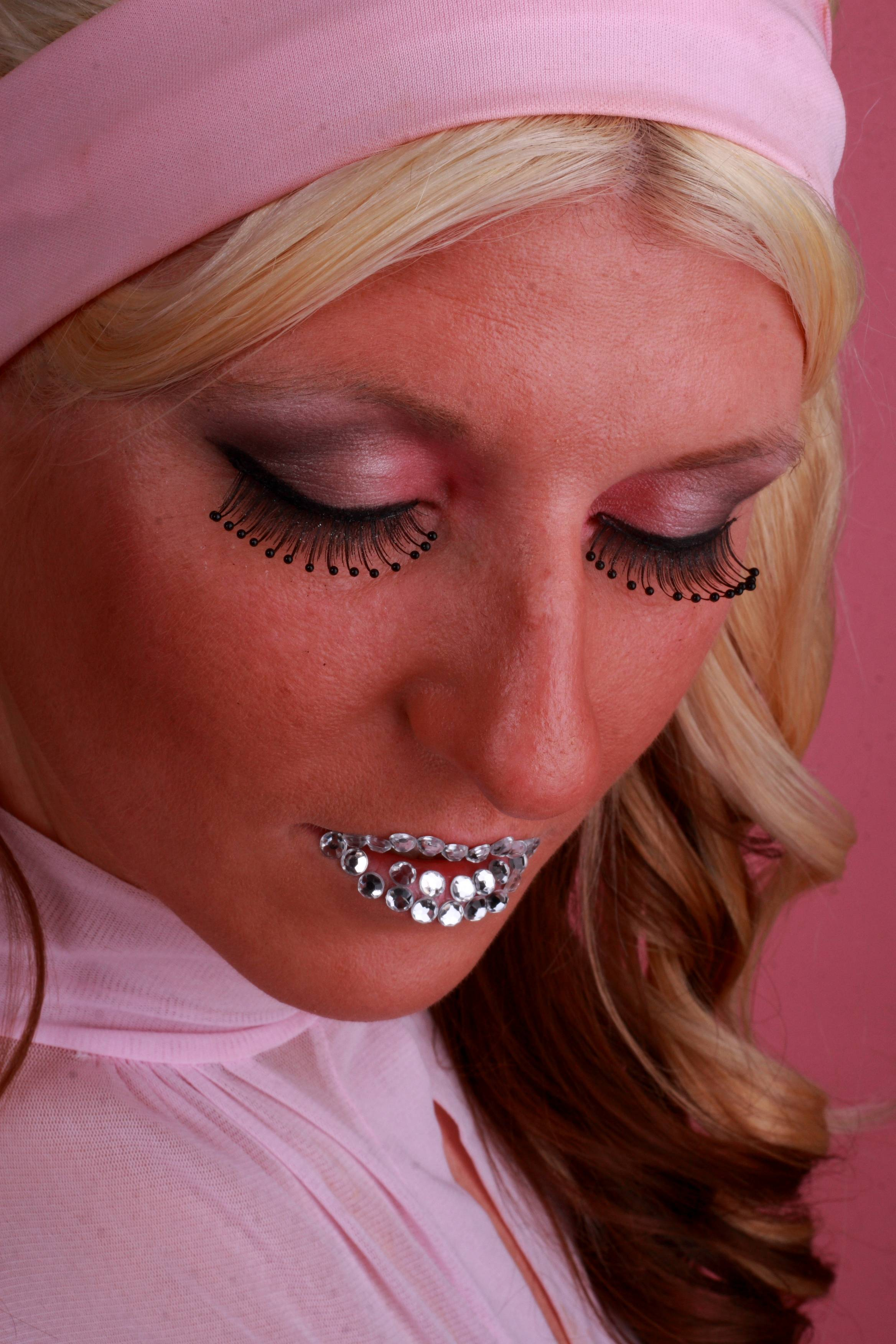
毛先に装飾のあるつけまつげ

つけまつげは、化粧の一種。まつ毛を強調するために人工のまつ毛を付けること。また、その人工のまつ毛そのものを指す。略して「つけま」。

## 概要
まぶたのカーブに沿うような曲線状のごく細いゴムやプラスチックで作られた軸に毛が植毛してある。軸に接着剤を塗り、まつ毛の生え際に接着して使う。市販のつけまつげは上まぶた用で左右セットになったものが多いが、下まぶた用のもの、部分用の短いものも売られている。
日本で美容整形の一環として初の記録が確認できるのは、医学博士の内田孝蔵によって目を大きく見せる方法として、まつげを特殊な糊を使って二重まぶたの二重のシワに挟み込む方法が1931年に発表されている。
商品としては、浅草の芸者が自分の髪の毛を使用して一本に一本丁寧に編みあげて手作りしていたのを手本に、1947年にコージー本舗が初めて商品として発売している。

## つけまつげの種類
まつ毛を補うもの
本物のまつ毛と同じような色や密度となっている。長さもある程度ランダムにしてあるものが多い。化粧目的のほか、けがや病気で失われてしまったまつげを補う目的でも使用される。
装飾目的
さまざまな色のもの、長さや密度が極端に大きいもの、毛にラインストーンなどを付けてあるものなど。ウィッグやカラーコンタクトレンズと組み合わせて使うこともある。

## つけまつげの使い方
1. つけまつげをいったん目に合わせ、目の幅に合うように目尻側をカットする。必要があればビューラーでカールさせたり、長さの調節を行う。
2. アイライン・アイシャドー・マスカラなどの化粧を行う。
3. つけまつげの軸を目のカーブに合うように曲げる。
4. 軸に接着剤を塗る。
5. 元のまつ毛の生え際のすぐ上につけまつげを接着する。
6. つけまつげの軸が目立たないよう、アイライナーやアイシャドーを塗ってなじませる。
7. 必要があればつけまつげにもマスカラを塗布する。
8. 取り外すときは端から軽く引いてはがす。
9. 軸から接着剤をはがし、汚れを取り、ケースなどに保管する。製品の種類、使い方にもよるが20～30回繰り返し使用可能である。